# Hans Jakob Polotsky

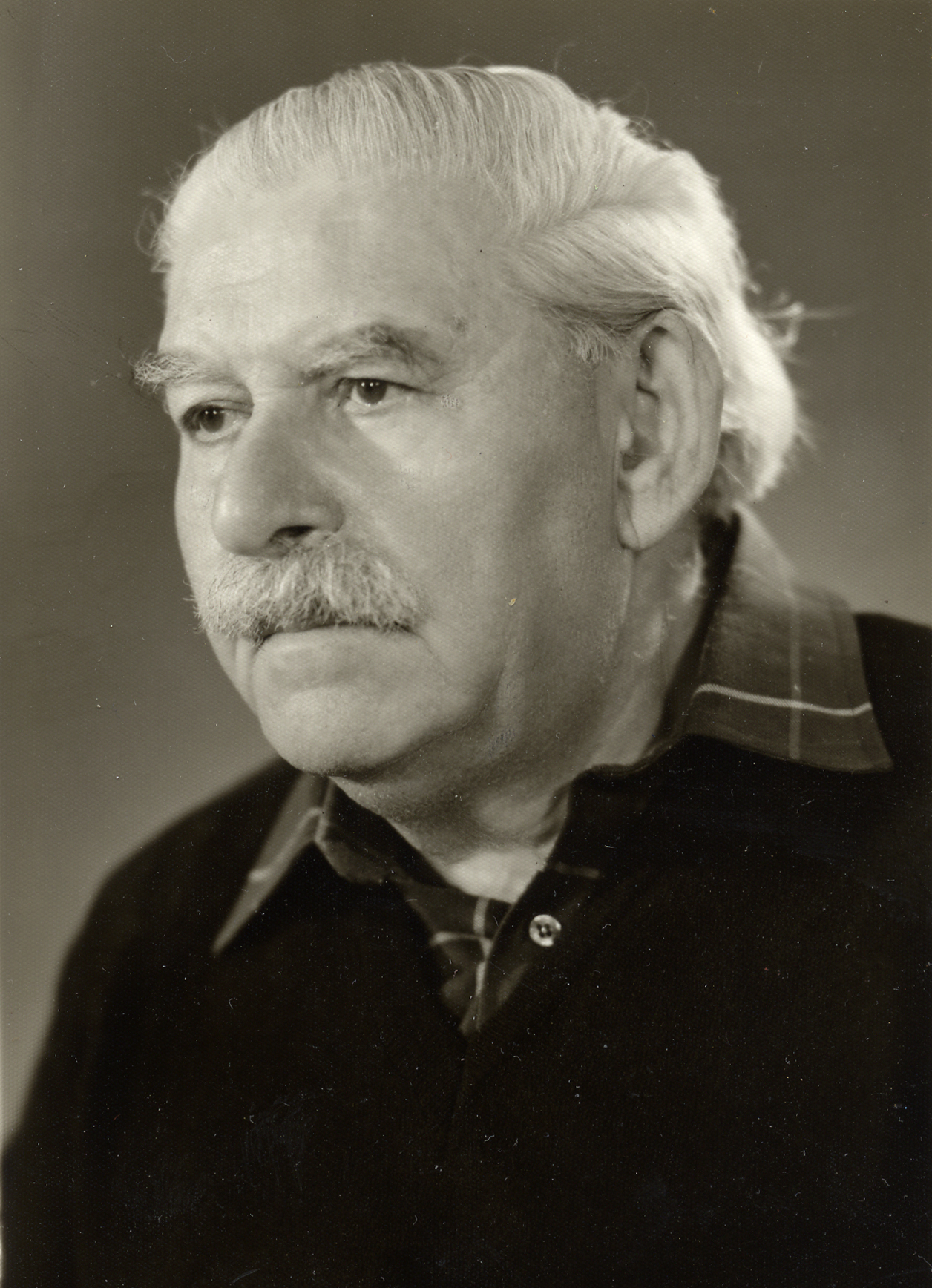
Hans Jakob Polotsky

Hans Jakob Polotsky (geboren am 13. September 1905 in Zürich; gestorben am 10. August 1991 in Jerusalem; auch Hans Jacob Polotsky) war ein israelischer Sprachwissenschaftler und Orientalist, Professor für semitische Sprachen und Ägyptologie an der Hebräischen Universität Jerusalem. Er forschte und veröffentlichte auf dem Gebiet der allgemeinen Linguistik, vergleichenden Semitistik, zu Ägyptisch und Koptisch, Arabisch, Altäthiopisch, Amharisch, Tigrinya, Gurage, Syrisch und Neuaramäisch, Türkisch und post-klassischem Griechisch.

## Leben
Als Sohn russisch-jüdischer Eltern wurde Polotsky in Zürich geboren, der Vater war Chemiker, die Mutter Sprachlehrerin. Seine Schwester Maria heiratete später den Iranisten Walter Bruno Henning. Nach zwei Jahren auf der Krim und vier Jahren in Karlsruhe wuchs Hans Jakob Polotsky ab 1911 in Berlin auf und brachte sich schon während der Schulzeit am Gymnasium zum Grauen Kloster verschiedene europäische und orientalische Sprachen bei (u. a. Arabisch, Koptisch und Alt-Ägyptisch). Er studierte an der Universität Berlin (bei Kurt Sethe) und ab 1926 an der Universität Göttingen (bei Mark Lidzbarski und Hermann Kees) Ägyptologie und Semitistik. Mit der Dissertation Zu den Inschriften der 11. Dynastie promovierte er 1929 bei Sethe.
Während seines Aufenthalts in Göttingen bearbeitete er von 1926 bis 1930 als Mitarbeiter des Septuaginta-Unternehmens unter Alfred Rahlfs griechisches, koptisches, syrisches und arabisches Material. Diese Texte brachten ihn in Kontakt mit Turksprachen und iranischen Sprachen. 1931 trat er eine Stelle als wissenschaftlicher Hilfsarbeiter an der Berliner Akademie der Wissenschaften an. Dort arbeitete er unter dem Koptologen Carl Schmidt vom Frühjahr 1933 bis Ende 1934 an der Edition manichäischer Texte, doch wurde Polotsky als Jude in der Publikation nicht erwähnt. Er trug außerdem den Artikel über Manichäismus im 1935 erschienenen VI. Supplementband von Pauly-Wissowas Realencyclopädie bei.
Offenbar im Frühjahr 1935 floh er aus Deutschland und fand eine Anstellung als instructor (wissenschaftlicher Assistent) für Ägyptologie an der neu gegründeten Hebräischen Universität Jerusalem. Dort vertiefte er unter anderem sein Interesse an äthiopischen Sprachen (Altäthiopisch, Amharisch, Gurage, Tigrinya und so weiter). Zu seinen Schülern in dieser Zeit zählte der ebenfalls aus Berlin geflohene Edward Ullendorff, der Polotsky als maestro und Vaterfigur ansah. Dieser war für äußerst sparsames Lob bekannt, in seinem Empfehlungsschreiben hieß es nur „Herr E. Ullendorff war mein Schüler von … bis …. Ich habe keine Beschwerden gegen ihn“. Polotsky diente auch in der Hagana-Miliz, aus der 1948 die Israelischen Verteidigungsstreitkräfte hervorgingen. 1948 wurde Polotsky zum Associate Professor ernannt, 1951 erhielt er eine ordentliche Professur. Gastprofessuren führten ihn an das Oriental Institute der University of Chicago (1952), die Brown University in Rhode Island (1959/60), nach Kopenhagen (1967/68), an die Yale University (1985) sowie das Ägyptische Seminar der Freien Universität Berlin (1990).
In Jerusalem begegnete er Sprechern der neuostaramäischen Sprache, die als Forschungsgebiet lange vernachlässigt worden war. Da er unter anderem auch Russisch beherrschte, konnte er wichtige russische Beiträge in diesem Bereich verwenden. Bahnbrechend für die Erforschung des koptischen Satzbaus, aber auch des gesamten älteren ägyptischen Verbalsystems („Standardtheorie der ägyptischen Verbalsyntax“) waren seine Études de syntaxe copte (1944). Im Bereich der Linguistik war er mit den Theorien von Noam Chomsky vertraut, tendierte aber eher zur Schule von Ferdinand de Saussure. Seine Collected Papers wurden 1971 von der Hebräischen Universität Jerusalem veröffentlicht. Obwohl Polotsky zahlreiche Sprachen beherrschte, korrespondierte er bis zuletzt bevorzugt auf Deutsch und erklärte, dass er nur in dieser Sprache in der Lage sei, sich präzise auszudrücken. Dennoch wurden auch seine englischen Veröffentlichungen weithin für ihre stilistische Finesse gelobt.
Polotsky gehörte 1959 zu den Gründungsmitgliedern der Israelischen Akademie der Wissenschaften. Er erhielt 1961 den Rothschild-Preis und 1965 den Israel-Preis für Geisteswissenschaften. 1968 wurde er zum auswärtigen Mitglied der Königlich Niederländischen Akademie der Wissenschaften und 1969 zum korrespondierenden Mitglied der British Academy gewählt. 1982 wurde er mit dem Harvey-Preis des Technion Haifa ausgezeichnet.

## Schriften
- 1933: Manichäische Studien. In: Le Muséon. Nr. 46, S. 247–271. (= Collected Papers. S. 648–672)
- 1935. Manichäische Handschriften der Staatlichen Museen Berlin. Hrsg. im Auftrage der Preußischen Akademie der Wissenschaften unter Leitung von Prof. Carl Schmidt, Band 1: Kephalaia. 1. Hälfte (Lieferung 1–10) mit einem Beitrag von Hugo Ibscher, W. Kohlhammer, Stuttgart.
- 1938: Études de grammaire gouragué. In: Bulletin de la Societé de Linguistique de Paris. 39, S. 137–175. (= Collected Papers. S. 477–515)
- 1944: Études de syntaxe copte. Publications de la Société d’Archéologie Copte, Le Caire. (= Collected Papers. S. 102–207)
- 1951: Notes on Gurage grammar. (= Notes and Studies published by the Israel Oriental Society. Nr. 2). (= Collected Papers. S. 519–573)
- 1960: Syntaxe amharique et syntaxe turque In: Atti del Convegno internazionale di studi etiopici, Roma, 2-4 aprile 1959. Accademia Nazionale dei Lincei, Roma 1960, S. 117–121. (= Collected Papers. S. 3–7)
- 1961: Studies in Modern Syriac. In: Journal of Semitic Studies. Nr. 6, S. 1–32. (= Collected Papers. S. 585–616)
- 1964: Aramaic, Syriac, and Ge'ez. In: Journal of Semitic Studies. Nr. 9, S. 1–10. (= Collected Papers. S. 8–17)
- 1965: Egyptian Tenses. In: The Israel Academy of Sciences and Humanities. Band II, Nr. 5. (= Collected Papers. S. 71–96)
- 1971: E. Y. Kutscher (ed.): Collected Papers. by H. J. Polotsky. Magnes Press, Jerusalem.
- 1976: Les transpositions du verbe en égyptien classique. In: Israel Oriental Studies. Nr. 6, S. 1–50.
- 1978: A Point of Arabic Syntax: The Indirect Attribute. In: Israel Oriental Studies. Nr. 8, S. 159–174.
- 1979: Verbs with two Objects in Modern Syriac (Urmi). In: Israel Oriental Studies. Nr. 9, S. 204–227.
- 1987: Grundlagen des koptischen Satzbaus. Scholars Press, Decatur, Ga, ISBN 1-55540-076-0.
- 1994: Incorporation in Modern Syriac. In: G. Goldenberg & Sh. Raz (eds.): Semitic and Cushitic studies. Harrassowitz, Wiesbaden 1994, S. 90–102.
- 1996: Notes on Neo-Syriac Grammar. In: Israel Oriental Studies. Nr. 16, S. 11–48.